# Mékinac
Mékinac (AFI: [mekinak]), es un municipio regional de condado de la provincia de Quebec en Canadá. Está ubicado en la región administrativa de Mauricie. La sede y ciudad más poblada es Saint-Tite.

## Geografía

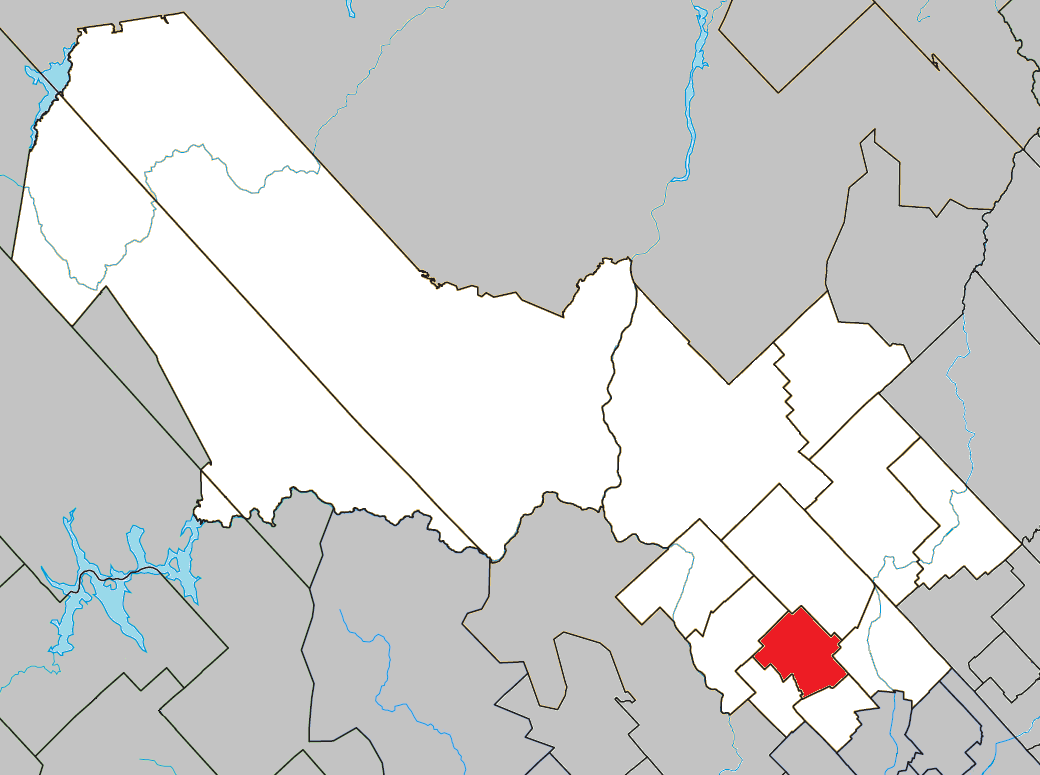
Territorio de Mékinac, en roja Saint-Tite

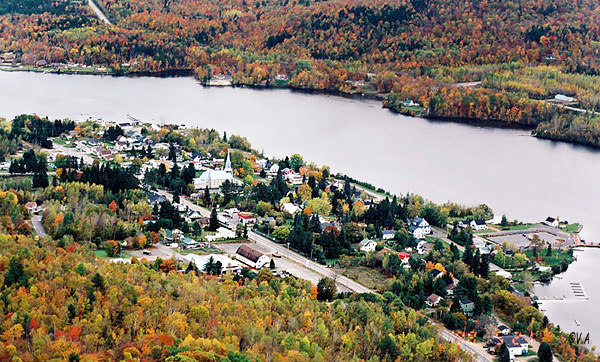
Río Saint-Maurice y pueblo de Grandes-Piles

El municipio regional de condado de Mékinac ocupa la parte central al interior de la región de Mauricie. Los MRC limítrofes o territorios equivalentes son Jamésie y La Tuque al norte, Portneuf al este, Les Chenaux al sureste, Shawinigan y Maskinongé al sur así como Matawinie al oeste. El territorio está incluso, del sureste al noroeste, en la planicie del San Lorenzo, el macizo de Laurentides meridionales y las Laurentides boreales.

## Urbanismo

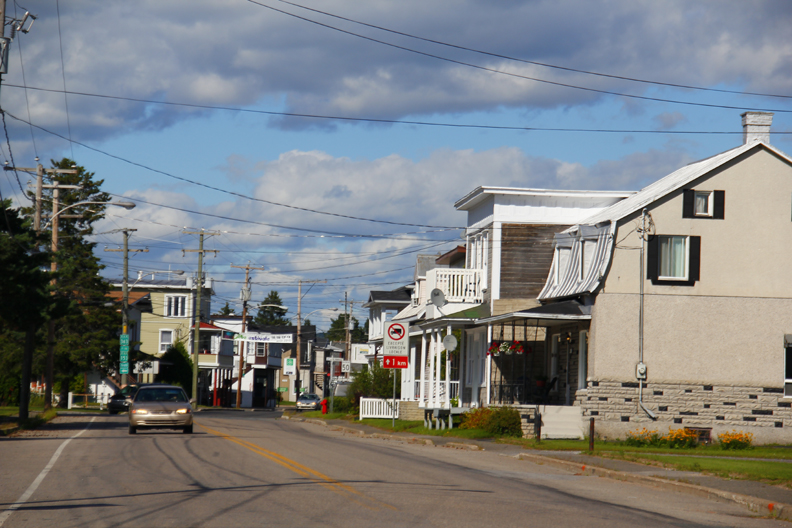
Lac-aux-Sables

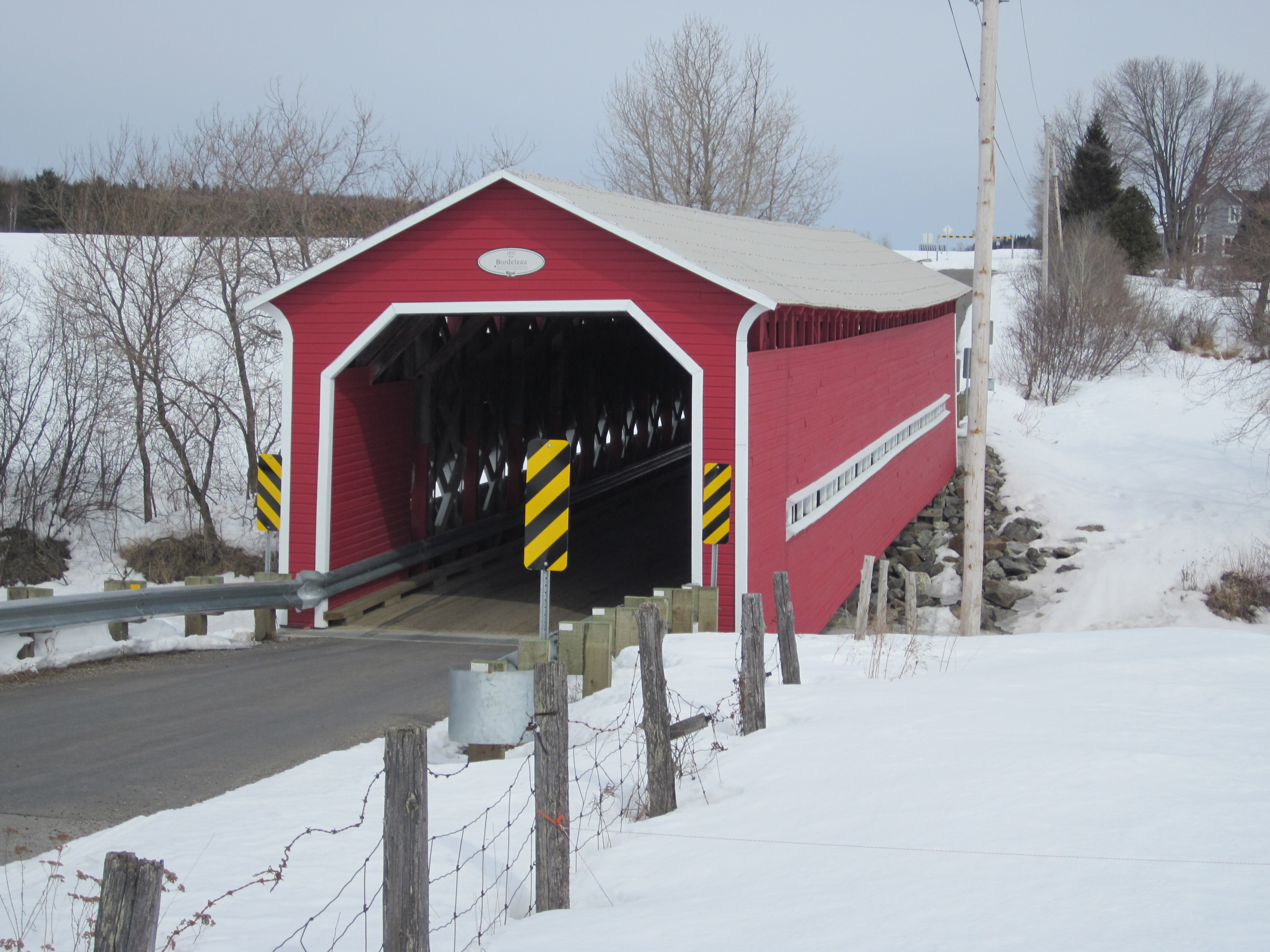
Puente Bordeleau en Saint-Séverin

Dos tercios de la superficie del MRC es inclusa en territorios no organizados donde cerca nadie vive de manera permanente. El interior de las Laurentides es usado para las actividades de caza y de pesca.

## Historia

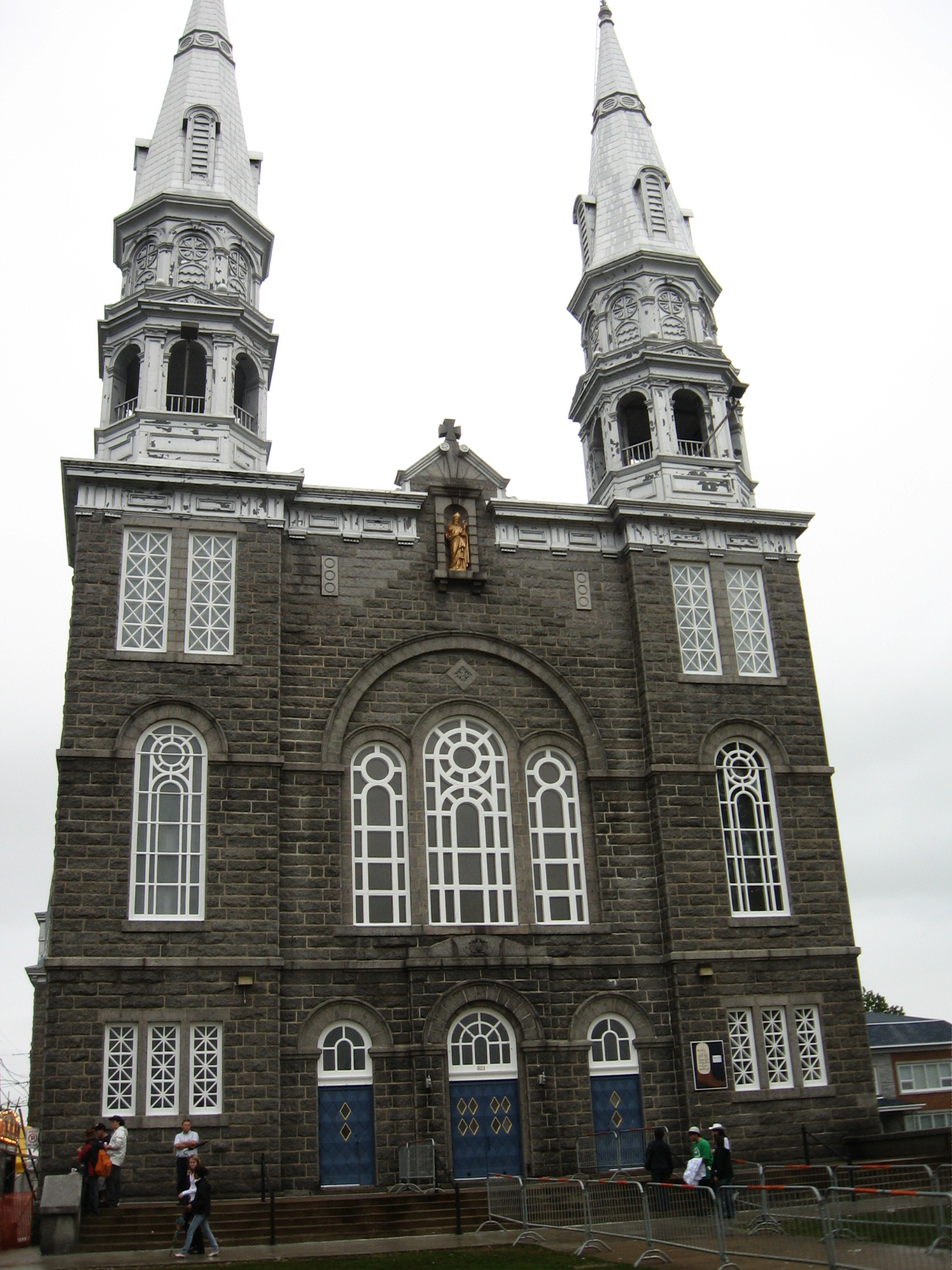
Iglesia Saint-Tite

El MRC fue creado en 1982 a partir de partes de territorios de los antiguos condados de Saint-Maurice, de Champlain y de Portneuf. El nombre Mékinac fue asociado a varios lugares en la región.

## Política
El territorio del MRC de Mékinac forma parte de las circunscripciones electorales de Laviolette a nivel provincial y de Saint-Maurice-Champlain a nivel federal.

## Demografía
Según el censo de Canadá de 2011, había 12 924 habitantes en este MRC. Los habitantes se llaman Mékinacois en francés. con una densidad de población de 2,5 hab./km². La población ha decreciendo de 2,0 % entre 2006 y 2011. El número de inmuebles particulares ocupados por residentes habituales resultó de 6096 a los cuales se suman 2141 otros de los cuales varios son residencias secundarias.

## Economía
La economía regional consta de la agricultura y de la industria de fabricación de madera y de elementos de construcción prefabricados.

## Componentes
Hay 10 municipios y 4 territorios no organizados en el MRC de Mékinac.
| Código | Nombre                  | Tipo                     | Fecha de constitución | Área total (km²) | Área agua (km²) | Área tierra (km²) | Población 2013 | Gentilicio (en francés) | Densidad (hab./km²) | DT | Número de concejales | CEP        | CEF                     |
| ------ | ----------------------- | ------------------------ | --------------------- | ---------------- | --------------- | ----------------- | -------------- | ----------------------- | ------------------- | -- | -------------------- | ---------- | ----------------------- |
| 35005  | Notre-Dame-de-Montauban | Municipio                | 03.01.1976            | 174,27           | 10,03           | 164,24            | 757            | Montaubain, e           | 4,6                 | S  | 6                    | Laviolette | Saint-Maurice-Champlain |
| 35010  | Lac-aux-Sables          | Parroquia                | 24.04.1899            | 287,26           | 20,09           | 267,17            | 1368           | Sablois, e              | 5,1                 | S  | 6                    | Laviolette | Saint-Maurice-Champlain |
| 35015  | Saint-Adelphe           | Parroquia                | 19.10.1891            | 139,22           | 2,17            | 137,05            | 958            | Adelphinois, e          | 7,0                 | S  | 6                    | Laviolette | Saint-Maurice-Champlain |
| 35020  | Saint-Séverin           | Parroquia                | 11.04.1890            | 62,09            | 0,33            | 61,76             | 873            | -                       | 14,1                | S  | 6                    | Laviolette | Saint-Maurice-Champlain |
| 35027  | Saint-Tite              | Ciudad                   | 23.12.1998            | 93,25            | 1,70            | 91,55             | 3961           | Saint-Titien, ne        | 43,3                | D  | 6                    | Laviolette | Saint-Maurice-Champlain |
| 35035  | Hérouxville             | Parroquia                | 13.04.1904            | 53,05            | 0,78            | 52,27             | 1280           | Hérouxvillois, e        | 24,5                | S  | 6                    | Laviolette | Saint-Maurice-Champlain |
| 35040  | Grandes-Piles           | Pueblo                   | 10.08.1885            | 125,47           | 10,62           | 114,85            | 380            | Granpilois, e           | 3,3                 | S  | 6                    | Laviolette | Saint-Maurice-Champlain |
| 35045  | Saint-Roch-de-Mékinac   | Parroquia                | 02.11.1905            | 153,95           | 14,31           | 139,64            | 433            | Mékinacois, e           | 3,1                 | S  | 6                    | Laviolette | Saint-Maurice-Champlain |
| 35050  | Sainte-Thècle           | Municipio                | 07.06.1989            | 222,30           | 10,53           | 211,77            | 2529           | Thèclois, e             | 11,9                | S  | 6                    | Laviolette | Saint-Maurice-Champlain |
| 35055  | Trois-Rives             | Municipio                | 02.09.1972            | 653,18           | 57,70           | 595,48            | 483            | Trois-Riverain, e       | 0,8                 | S  | 6                    | Laviolette | Saint-Maurice-Champlain |
| 35902  | Lac-Masketsi            | Territorio no organizado | 01.01.1986            | 224,36           | 20,06           | 204,30            | -              | -                       | -                   | -  | -                    | Laviolette | Saint-Maurice-Champlain |
| 35904  | Lac-Normand             | Territorio no organizado | 01.01.1986            | 2180,73          | 158,11          | 2022,62           | 5              | -                       | 0,0                 | -  | -                    | Laviolette | Saint-Maurice-Champlain |
| 35906  | Rivière-de-la-Savane    | Territorio no organizado | 01.01.1986            | 1181,22          | 103,24          | 1077,98           | -              | -                       | -                   | -  | -                    | Laviolette | Saint-Maurice-Champlain |
| 35908  | Lac-Boulé               | Territorio no organizado | 01.01.1986            | 24,46            | 1,47            | 22,99             | -              | -                       | -                   | -  | -                    | Laviolette | Saint-Maurice-Champlain |
| 350    | Mékinac                 | MRC                      | 01.01.1982            | 5574,81          | 411,14          | 5163,67           | 13 027         | Mékinacois, e           | 2,5                 | -  | -                    | Laviolette | Saint-Maurice-Champlain |

DT división territorial, D distritos, S sin división; CEP circunscripción electoral provincial, CEF circunscripción electoral federal 